# Związek gmin Steinheim-Murr
Związek gmin Steinheim-Murr – związek gmin (niem. Gemeindeverwaltungsverband) w Niemczech, w kraju związkowym Badenia-Wirtembergia, w rejencji Stuttgart, w regionie Stuttgart, w powiecie Ludwigsburg. Siedziba związku znajduje się w mieście Steinheim an der Murr, przewodniczącym jego jest Joachim Scholz.
Związek zrzesza jedno miasto i jedną gminę wiejską:
- Murr, 6 201 mieszkańców, 7,80 km²
- Steinheim an der Murr, miasto, 12 039 mieszkańców, 23,19 km²